# 柳建偉
柳 建偉（りゅう けんい、1963年10月 - ）は、中華人民共和国の軍隊作家、小説家。筆名は柳盛元。代表作に小説『英雄時代』。現在は八一映画製片廠副廠長、中国作家協会全委委員、河南文学院院士、中国作協影視委員会委員、中国電影家協会会員。最終階級は中国人民解放軍大校。

## 略歴
1963年10月、河南省鎮平県に生まれた。母は地元の小学校の教師。
1979年9月、中国人民解放軍に入隊。中国人民解放軍信息工程学院に入学した。卒業後は北京八一映画製片廠の工作員となった。中国人民解放軍芸術学院文学系で中国文学を学んだあと、魯迅文学院に進学。1997年に北京師範大学修士号取得後、成都軍区で文職に就く。
1985年に執筆活動を開始した。
2002年1月至2004年3月、成都軍区政治部の創作室担当創作員となった。
2004年4月現在、八一映画製片廠に配属される。
『英雄時代』が第六回茅盾文学賞を受賞。

## 作品

### 長篇小説
- 『時代三部曲』（『北方城郭』『突出重囲』『英雄時代』）
- 『SARS危机』
- 『石破天驚』
- 『驚濤駭浪』
- 『愛在戦火紛飛時』

### 映画
- 『驚濤駭浪』
- 『夏季無風』

### テレビドラマ
- 『突出重囲』
- 『英雄時代』
- 『石破天驚』
- 『愛在戦火紛飛時』

### 報告文学
- 『戦争三部曲』（『紅太陽白太陽』『日出東方』『縱橫天下』）

## 受賞
『紅太陽白太陽』、第十回中国図書賞、第一回中国人民解放軍図書賞。
2005年、『英雄時代』、第六回茅盾文学賞。